# Sugár Katinka Battai
Sugár Katinka Battai (ur. 17 kwietnia 2003 w Debreczynie) – węgierska szablistka, dwukrotna medalistka mistrzostw świata.
W 2019 roku zdobyła złoty medal drużynowo na mistrzostwach świata juniorów w Toruniu. Na mistrzostwach świata juniorów w Dubaju w 2022 roku zdobyła srebro drużynowo i brąz indywidualnie. Złoto drużynowo zdobyła także na mistrzostwach świata juniorów w Płowdiwie w 2023 roku.
Podczas mistrzostw świata w Kairze w 2022 roku Węgierki w składzie: Sugár Katinka Battai, Renáta Katona, Liza Pusztai i Luca Szűcs zdobyły złoty medal w zawodach drużynowych. Wynik ten powtórzyła na mistrzostwach świata w Mediolanie rok później.
Wystartowała na igrzyskach olimpijskich w Tokio, gdzie w rywalizacji drużynowej była ósma. W zawodach indywidualnych nie wystartowała. 
Ponadto zdobyła drużynowo brązowy medal na igrzyskach europejskich w Krakowie (2023).